# 龐天壽
庞天寿（1588年—1657年），顺天府大兴县人，明末著名宦官，崇祯时御马监太监、隆武时司礼监太监、永曆时司礼监掌印太监。

## 生平
崇祯年间，于北京皈依天主教，其洗礼名为亚基楼（Aquileo）。
1644年，李自成攻入北京，他南渡南京，投奔弘光帝。
1645年，清军攻陷南京，他逃亡福建，投奔隆武帝。
1646年，奉命与传教士毕方济前往澳门求援。8月隆武帝被俘虏，投奔永历帝。

## 争议
庞天寿早年领洗入一般认为他在促使南明永历帝后宫信仰天主教上起到很大的作用。传统史家将其归入佞臣，而教会史家则相信其始终效忠大明，虔奉天主。